# Moisès Torrallardona
Moisès Torrallardona   (Castellfollit del Boix, 13 de setembre de 1966), conegut com a Moi Torrallardona, és un copilot i navegador de ral·lis de camions català. Ha participat en diverses edicions del Ral·li Dakar, acompanyat la majoria de vegades pel conductor de camions Pep Vila, aconseguint el seu millor resultat al Ral·li Dakar 2009, quan va acabar en la setena posició a la classificació general de camions.

## Trajectòria esportiva
El 1990 va participar en el Camel Trophy, que se celebrà a Sibèria, on va acabar en quarta posició amb la selecció espanyola. Juntament amb Pep Vila (pilot) i Marc Torres (mecànic) en un camió Mercedes-Benz, va acabar segon en el Ral·li Transoriental 2008, darrere de l'equip format per Hans Stacey (pilot), Charly Gotlib i Bernard der Hinderen, a mans d'un camió MAN.
El 2010, ja que Vila va decidir no participar en el Dakar, Torrallardona va prendre la sortida al ral·li en un nou equip, al volant d'un camió Iveco pilotat per Gerard de Rooy, que no va competir a causa d'una lesió, juntament amb el pilot francès Joseph Ardua i el mecànic polonès Darek Rodewald. Tot i haver patit tres avaries a la caixa de canvis, es van poder arranjar per a continuar pels camins i acabar tercer en quatre etapes. Per desgràcia, va haver de retirar-se en la dotzena etapa mentre mantenia l'onzena posició en la classificació.

## Resultats al Ral·li Dakar
| 2004 | 2005 | 2006 | 2007 | 2008 | 2009 | 2010 | 2011 |
| ---- | ---- | ---- | ---- | ---- | ---- | ---- | ---- |
| 13è  | 12è  | DSQ  | 15è  | DSQ  | 7è   | DSQ  | 6è   |